# Farmingdale (New York)
Farmingdale è una località (village) degli Stati Uniti d'America, nella contea di Nassau, nello Stato di New York. È situata nell'isola di Long Island e fa parte dell'area metropolitana di New York.
Amministrativamente è uno dei 18 village che formano il comune di Oyster Bay.
Venne fondata il 18 ottobre 1695 da Thomas Powell, il quale comprò da 3 tribù di nativi americani un tratto di terra di 39 km². Una delle due case da lui costruite (anno 1700 circa), si trova oggi su Merritts Road.